# Zeitschrift für das gesamte Familienrecht
Die Zeitschrift für das gesamte Familienrecht (FamRZ) ist eine juristische Fachzeitschrift. Sie ist die bedeutendste Fachzeitschrift im Bereich des Familienrechts. Hierzu gehören etwa das Kindschaftsrecht, das Unterhaltsrecht, das Scheidungsrecht sowie das Betreuungs- und Vormundschaftsrecht.
Sie erscheint seit 1953 zweimal monatlich. Herausgeber ist der Gieseking-Verlag Bielefeld in Verbindung mit der Wissenschaftlichen Vereinigung für Familienrecht e. V. Bonn. Seit 1994 erscheint jährlich eine elektronische Version auf CD-ROM, die jeweils auch den Volltext mehrerer älterer Jahrgänge enthält. Über die Verlagsplattform "Gieseking-digital" können alle Inhalte der Zeitschrift, zurückgehend bis 1986, auch online abgerufen werden.
In der Zeitschrift werden Abhandlungen zu verschiedenen Teilgebieten des Familienrechtes (sowie z. T. auch des Erbrechts) veröffentlicht, Dokumentationen (Unterhaltstabellen, Unterhaltsleitlinien usw.) sowie Buchbesprechungen familienrechtlicher Art aufgenommen. Einen großen Teil der Zeitschrift macht die Rechtsprechung aus, im Wesentlichen alle Entscheidungen der Bundesgerichte zu familienrechtlichen Fragen, aber auch der Instanzgerichte, insbesondere der Familien- und Vormundschaftsgerichte.
Auf einzelne Artikel verweist man durch Angabe des Kürzels „FamRZ“, des Jahrgangs und der Seite. Bei Verweisen auf Gerichtsentscheidungen, die in der FamRZ abgedruckt worden sind, wird zusätzlich das Gericht genannt.